# Петрівка (Баштанський район)
Петрі́вка — село в Україні, у Новобузькій міській громаді Баштанського району Миколаївської області. Населення становить 232 осіб.

## Населення

### Мова
Розподіл населення за рідною мовою за даними перепису 2001 року:
| Мова       | Кількість | Відсоток |
| ---------- | --------- | -------- |
| українська | 268       | 90.54%   |
| румунська  | 14        | 4.73%    |
| російська  | 10        | 3.37%    |
| вірменська | 2         | 0.68%    |
| білоруська | 1         | 0.34%    |
| болгарська | 1         | 0.34%    |
| Усього     | 296       | 100%     |

## Географія
Селом тече Балка Горожина.